# Frederick Dove
Frederick Dove   (Royal Tunbridge Wells, 27 de setembre de 1917 - Royal Tunbridge Wells, 1980) fou un nedador anglès, especialista en estil lliure, que va competir durant la dècada de 1930.
El 1936 va prendre part en els Jocs Olímpics d'Estiu de Berlín, on quedà eliminat en sèries en la prova dels 100 metres lliures del programa de natació.
En el seu palmarès destaca una medalla de plata en els 100 metres lliures i una de bronze en els 4x200 metres lliures del Campionat d'Europa de natació de 1938, i dues medalles d'or als Jocs de l'Imperi Britànic de 1938.